# Mistrzostwa Europy w Lekkoatletyce 2010 – chód na 20 km kobiet
Chód na 20 km kobiet – konkurencja rozegrana podczas lekkoatletycznych mistrzostw Europy w Barcelonie. Zawodniczki rywalizowały na ulicach w centrum miasta, a ich rywalizacja rozpoczęła się o godzinie 8:05 czasu miejscowego, w środę 28 lipca.
W rywalizacji triumf odniosła reprezentantka Rosji Olga Kaniskina, która podczas poprzednich mistrzostw Europy w roku 2006 wywalczyła srebrny medal.

## Rezultaty
Do rywalizacji przystąpiły 24 chodziarki z 11 krajów. 
| WR - rekord świata \| CR - rekord mistrzostw \| NR - rekord kraju \| AR - rekord kontynentu                    |
| SB - najlepszy wynik w sezonie \| WL - najlepszy tegoroczny wynik na listach światowych \| PB - rekord życiowy |
| DNQ – dyskwalifikacja \| DNF – nie ukończyła rywalizacji                                                       |

| Poz. | Zawodniczka                | Reprezentacja   | Czas    | Uwagi |
| ---- | -------------------------- | --------------- | ------- | ----- |
|      | Olga Kaniskina             | Rosja           | 1:27:44 | SB    |
|      | Anisia Kirdiapkina         | Rosja           | 1:28:55 |       |
|      | Wiera Sokołowa             | Rosja           | 1:29:32 |       |
| 4    | Melanie Seeger             | Niemcy          | 1:29:43 |       |
| 5    | Beatriz Pascual            | Hiszpania       | 1:29:52 |       |
| 6    | Vera Santos                | Portugalia      | 1:30:52 |       |
| 7    | Kristina Saltanovič        | Litwa           | 1:31:40 | SB    |
| 8    | Ana Cabecinha              | Portugalia      | 1:31:48 |       |
| 9    | Inês Henriques             | Portugalia      | 1:32:26 |       |
| 10   | Jo Jackson                 | Wielka Brytania | 1:33:33 |       |
| 11   | María José Poves           | Hiszpania       | 1:34:19 |       |
| 12   | Agnieszka Dygacz           | Polska          | 1:34:51 |       |
| 13   | Brigita Virbalytė-Dimšienė | Litwa           | 1:35:00 |       |
| 14   | Nastassia Jacewicz         | Białoruś        | 1:36:59 |       |
| 15   | Neringa Aidietytė          | Litwa           | 1:37:32 |       |
| 16   | Lucie Pelantová            | Czechy          | 1:41:35 |       |
| –    | Olive Loughnane            | Irlandia        |         | DNF   |
| –    | Zuzana Malíková            | Słowacja        |         | DNF   |
| –    | Alina Macwiajuk            | Białoruś        |         | DNF   |
| –    | María Vasco                | Hiszpania       |         | DNF   |
| –    | Paulina Buziak             | Polska          |         | DQ    |
| –    | Sibilla Di Vincenzo        | Włochy          |         | DQ    |